# Dramatists Guild of America
Die Dramatists Guild of America (DGA) ist eine einflussreiche Berufsorganisation von Dramatikern, Komponisten und Textern der US-amerikanischen Theaterbranche mit Sitz am Broadway in New York City.
Der Interessensverband hat seine fast hundertjährigen Ursprünge in der 1912 gegründeten Authors' League of America (ALA), die sich 1921 in die beiden Branchenbereiche Dramatists Guild für Bühne und Radio und in die Authors Guild (AG) für Schriftsteller, Novellisten und Sachbuchautoren aufteilte. Die Organisation verklagt seit 2008 Google wegen Copyright-Verletzungen (Google Book Search Settlement Agreement), von der auch Mitglieder der Organisation betroffen sind.
Zweck ist es, die Mitglieder insgesamt in allen Bereichen des Vertragsrechts und der Rechteverwertung zu unterstützen und hierfür Musterverträge anzubieten. Sie hat eine eigene Bill of Rights erstellt, in der die Rechte der Komponisten, Librettisten und Bühnenautoren aufgelistet sind.
Die Vereinigung unterhält derzeit in 17 Bundesstaaten Vertretungen und hat rund 6.000 Mitglieder (Stand 2011).
Frühere Präsidenten waren unter anderem Arthur Miller, Eugene O’Neill und Tennessee Williams.

## Publikationen
- The Dramatist. New York, Jg. 1, 1998/99 ff. ISSN 1551-7683. ZDB-ID 1461366-9. Zweimonatsschrift.
- The Dramatists Guild Resource Directory  The Writer's Guide to the Theatrical Marketplace. Focus Publishing, Newburyport, MA, jährliche Erscheinungsweise, zuletzt Ausgabe 2010, ISBN 978-1-58510-364-5.